# Allen Leavell
Allen Frazier Leavell (Muncie, Indiana, 27 de mayo de 1957) es un exjugador de baloncesto estadounidense que disputó diez temporadas en la NBA y dos más en la CBA. Con 1,85 metros de estatura, jugaba en la posición de base.

## Trayectoria deportiva

### Universidad
Jugó durante cuatro temporadas con los Chiefs de la Universidad de Oklahoma City, en las que promedió 22,2 puntos y 3,2 rebotes por partido.

### Profesional
Fue elegido en el puesto 104 del Draft de la NBA de 1979 por Houston Rockets, donde jugó 10 temporadas. En la primera de ellas, actuando como suplente de Calvin Murphy, promedió 10,9 puntos y 5,9 asistencias por partido.
Al año siguiente disputaría por primera vez unas Finales de la NBA, ante los Boston Celtics, siendo el protagonista en el segundo partido de las mismas, logrando la canasta que pondría el marcador 1-1 en el global de la eliminatoria, aunque finalmente acabarían perdiendo 4-2.
Poco a poco se iría haciendo un hueco en el quinteto titular, y ya en la temporada 1982-83 era uno de los fijos en el cinco de inicio. Ese año jugó su mejor temporada como profesional, promediando 14,8 puntos (líder del equipo), 6,7 asistencias y 2,1 robos de balón, marca esta última entre las diez mejores de toda la liga.
Al año siguiente la llegada de Phil Ford al equipo le apartó de la titularidad, aunque a pesar de ello completó una buena campaña, promediando 11,5 puntos y 5,6 asistencias por partido. Pero fue al año siguiente, entre Lionel Hollins y las lesiones, lo que le apartaría definitivamente de la titularidad. En 1986 disputaría nuevamente unas Finales de la NBA, y otra vez contra Boston Celtics, y de nuevo con el mismo resultado: 4-2. Leavell promedió 7,9 puntos y 3,2 asistencias esa temporada.
Antes del comienzo de la temporada 1986-87 fue despedido, pero la suspensión por parte de la NBA de Mitchell Wiggins y Lewis Lloyd por consumo de cocaína, hizo que fuese reenganchado un par de meses después. Jugó ese año y dos más con los Rockets, jugando posteriormente un par de años más en la CBA antes de retirarse definitivamente.

## Estadísticas de su carrera en la NBA

### Temporada regular
| Temporada | Edad | Equipo          | Liga | P   | TIT | MIN  | TC  | TCA  | %TC  | 3P  | 3PA | %3P  | TL  | TLA | %TL  | R.OF. | R.DEF. | REB | ASIS | ROB | TAP | PER | FP  | PTS  |
| 1979-80   | 22   | Houston Rockets | NBA  | 77  |     | 27.6 | 4.3 | 8.5  | .503 | 0.0 | 0.2 | .158 | 2.3 | 2.9 | .814 | 0.7   | 1.6    | 2.4 | 5.4  | 1.6 | 0.4 | 2.7 | 2.6 | 10.9 |
| 1980-81   | 23   | Houston Rockets | NBA  | 79  |     | 21.3 | 3.3 | 6.9  | .471 | 0.0 | 0.2 | .118 | 1.6 | 1.9 | .832 | 0.4   | 1.3    | 1.7 | 4.9  | 1.2 | 0.2 | 2.4 | 2.0 | 8.1  |
| 1981-82   | 24   | Houston Rockets | NBA  | 79  | 61  | 27.2 | 4.7 | 10.0 | .467 | 0.1 | 0.4 | .290 | 1.5 | 1.7 | .852 | 0.6   | 1.5    | 2.1 | 5.8  | 1.9 | 0.2 | 1.9 | 2.3 | 10.9 |
| 1982-83   | 25   | Houston Rockets | NBA  | 79  | 76  | 32.9 | 5.6 | 13.4 | .415 | 0.5 | 2.2 | .240 | 3.1 | 3.8 | .832 | 0.8   | 1.7    | 2.5 | 6.7  | 2.1 | 0.2 | 2.5 | 2.7 | 14.8 |
| 1983-84   | 26   | Houston Rockets | NBA  | 82  | 27  | 24.5 | 4.3 | 8.9  | .477 | 0.1 | 0.9 | .155 | 2.9 | 3.5 | .832 | 0.4   | 1.0    | 1.4 | 5.6  | 1.3 | 0.1 | 2.2 | 2.4 | 11.5 |
| 1984-85   | 27   | Houston Rockets | NBA  | 42  | 0   | 12.8 | 2.1 | 5.0  | .421 | 0.2 | 0.9 | .216 | 1.0 | 1.4 | .772 | 0.2   | 0.7    | 0.9 | 2.4  | 0.5 | 0.1 | 1.2 | 1.5 | 5.4  |
| 1985-86   | 28   | Houston Rockets | NBA  | 74  | 12  | 16.1 | 2.9 | 6.2  | .463 | 0.3 | 0.9 | .358 | 1.8 | 2.1 | .854 | 0.1   | 0.8    | 0.9 | 3.2  | 0.8 | 0.1 | 1.2 | 1.7 | 7.9  |
| 1986-87   | 29   | Houston Rockets | NBA  | 53  | 11  | 22.2 | 2.8 | 6.8  | .411 | 0.3 | 1.1 | .316 | 1.9 | 2.2 | .840 | 0.3   | 0.9    | 1.2 | 4.2  | 1.0 | 0.2 | 1.2 | 2.4 | 7.8  |
| 1987-88   | 30   | Houston Rockets | NBA  | 80  | 54  | 26.9 | 3.6 | 8.3  | .437 | 0.2 | 1.1 | .216 | 2.7 | 3.1 | .869 | 0.3   | 1.6    | 1.9 | 5.1  | 1.6 | 0.1 | 1.6 | 2.0 | 10.2 |
| 1988-89   | 31   | Houston Rockets | NBA  | 55  | 3   | 11.4 | 1.2 | 3.4  | .346 | 0.1 | 0.7 | .122 | 0.8 | 1.1 | .733 | 0.2   | 0.7    | 1.0 | 2.3  | 0.5 | 0.1 | 1.1 | 1.1 | 3.3  |
| Total     |      |                 | NBA  | 700 | 244 | 23.2 | 3.6 | 8.1  | .450 | 0.2 | 0.9 | .234 | 2.1 | 2.5 | .834 | 0.4   | 1.2    | 1.7 | 4.8  | 1.3 | 0.2 | 1.9 | 2.1 | 9.5  |

### Playoffs
| Temp.   | Edad | Equipo          | Liga | P  | MIN  | TCA | TC  | 3PA | 3P | TLA | TL  | R.OF. | REB | ASIS | ROB | TAP | PER | FP  | PTS | %TC  | %3P  | %FT   | MIN  | PTS  | REB | AST |
| 1979-80 | 22   | Houston Rockets | NBA  | 7  | 149  | 10  | 38  | 0   | 4  | 19  | 21  | 2     | 12  | 24   | 6   | 0   | 6   | 12  | 39  | .263 | .000 | .905  | 21.3 | 5.6  | 1.7 | 3.4 |
| 1980-81 | 23   | Houston Rockets | NBA  | 17 | 217  | 30  | 77  | 0   | 0  | 15  | 17  | 5     | 17  | 44   | 18  | 4   | 20  | 26  | 75  | .390 |      | .882  | 12.8 | 4.4  | 1.0 | 2.6 |
| 1981-82 | 24   | Houston Rockets | NBA  | 3  | 93   | 20  | 47  | 0   | 1  | 2   | 2   | 1     | 5   | 10   | 4   | 1   | 5   | 9   | 42  | .426 | .000 | 1.000 | 31.0 | 14.0 | 1.7 | 3.3 |
| 1984-85 | 27   | Houston Rockets | NBA  | 5  | 16   | 2   | 6   | 0   | 2  | 2   | 2   | 1     | 3   | 3    | 0   | 0   | 1   | 2   | 6   | .333 | .000 | 1.000 | 3.2  | 1.2  | 0.6 | 0.6 |
| 1985-86 | 28   | Houston Rockets | NBA  | 15 | 170  | 24  | 80  | 7   | 15 | 20  | 23  | 3     | 15  | 40   | 9   | 0   | 9   | 12  | 75  | .300 | .467 | .870  | 11.3 | 5.0  | 1.0 | 2.7 |
| 1986-87 | 29   | Houston Rockets | NBA  | 10 | 384  | 44  | 107 | 4   | 16 | 49  | 60  | 6     | 25  | 72   | 19  | 3   | 28  | 42  | 141 | .411 | .250 | .817  | 38.4 | 14.1 | 2.5 | 7.2 |
| 1987-88 | 30   | Houston Rockets | NBA  | 4  | 38   | 7   | 19  | 2   | 6  | 4   | 4   | 0     | 3   | 9    | 2   | 0   | 6   | 6   | 20  | .368 | .333 | 1.000 | 9.5  | 5.0  | 0.8 | 2.3 |
| 1988-89 | 31   | Houston Rockets | NBA  | 2  | 5    | 1   | 3   | 0   | 0  | 2   | 2   | 0     | 0   | 1    | 0   | 0   | 0   | 0   | 4   | .333 |      | 1.000 | 2.5  | 2.0  | 0.0 | 0.5 |
| Total   |      |                 | NBA  | 63 | 1072 | 138 | 377 | 13  | 44 | 113 | 131 | 18    | 80  | 203  | 58  | 8   | 75  | 109 | 402 | .366 | .295 | .863  | 17.0 | 6.4  | 1.3 | 3.2 |